# شرینگ-پلاو
شرینگ-پلاو (انگلیسی: Schering-Plough) شرکت داروسازی آمریکایی است، که در سال ۱۹۷۱ تأسیس شد.